# William Forsell Kirby
William Forsell Kirby, född den 14 januari 1844 i Leicester, död den 20 november 1912, var en engelsk entomolog och folklorist, som redan i tidig ålder intresserade sig för fjärilar. 
1862 publicerade han Manual of European Butterflies. Han blev kurator vid Naturhistoriska museet i Dublin 1867 och publicerade Synonymic Catalogue of Diurnal Lepidoptera 1871. Kirby anställdes som assistent vid Natural History Museum 1879 och publicerade ett flertal verk, däribland Rhopalocera Exotica och Elementary Text-book of Entomology. Han pensionerades 1909.
Kirby kunde många språk och översatte bland annat det finländska nationaleposet Kalevala till engelska. 